# Sarcostoma
Sarcostoma – rodzaj roślin z rodziny storczykowatych (Orchidaceae). Obejmuje 5 gatunków występujących w Azji Południowo-Wschodniej w takich krajach i regionach jak: Borneo, Celebes, Jawa.

## Systematyka
Rodzaj sklasyfikowany do podplemienia Eriinae w plemieniu Podochileae, podrodzina epidendronowe (Epidendroideae), rodzina storczykowate (Orchidaceae), rząd szparagowce (Asparagales) w obrębie roślin jednoliściennych.
Wykaz gatunków
- Sarcostoma borneense Schltr.
- Sarcostoma brevipes J.J.Sm.
- Sarcostoma celebicum Schltr.
- Sarcostoma javanica Blume
- Sarcostoma subulatum Schltr.